# Список умерших в 1333 году
В этой статье представлен список известных людей, умерших в 1333 году.
См. также: Категория:Умершие в 1333 году

## Январь
- 22 января — Ги IX де Лаваль[англ.] — сеньор Лаваля и Витре (1295—1333), виконт Рена, граф Казерты
- 25 января — Елизавета фон Мальтиц[нем.] — жена маркграфа Мейсена и Саксонской восточной марки Генриха III
- 29 января — Тиберио делла Торре[итал.] — епископ Тортоны (1319—1325), епископ Брешии (1325—1333)

## Февраль
- 7 февраля — Маргарита де Фиенн[англ.] — жена Эдмунда Мортимера, 2-го барона Вигмор
- 21 февраля — Мануил II Великий Комнин — Трапезундский импрератор (1332); казнён

## Март
- 2 марта — Владислав I Локетек — князь Краковский (1306—1320), король Польши (1320—1333)
- 18 марта — Пьер де Кастельно-Бретену[фр.] — епископ Родеза (1316—1333)
- 21 марта — Федерико Магги[итал.] — епископ Брешии (1309—1316), епископ Пьяченцы (1316—1333)
- Гулье́льмо ди Алник[итал.] — итальянский теолог, епископ Джовинаццо (1329—1333)

## Апрель
- 27 апреля — Кикути Такэтоки[фр.] — японский самурай, активный участник заговора императора Го-Дайго, погиб в бою
- Гилберт II де ла Хэй[англ.] — шотландский дворянин, лорд главный констебль Шотландии (1309—1333)

## Май
- 12 мая — Имельда Ламбертини — святая римско-католической церкви, почитается покровительницей принимающих первое Святое Причастие.

## Июнь
- 5 июня — Шихабуддин ан-Нувайри — арабский энциклопедист
- 6 июня — Уильям де Бург (20) — 3-й граф Ольстер и последний барон Коннахт (1326—1333); убит.
- 15 июня — Янош I Другет, Палатин Венгрии (1327—1333).
- 18 июня — Генрих XV (20) — герцог Нижней Баварии (1312—1333).
- 21 июня — Флориан Ласкарий из Косьцельца[англ.] — епископ Плоцка (1317—1333)
- 22 июня — Фридрих Баден-Эберштайнский — маркграф Бадена (1291—1333)
- 30 июня — Ходзё Моритоки[англ.] — последний сиккэн из рода Ходзё (1326—1333), погиб в бою.

## Июль
- 4 июля:
  - Ходзё Мототоки[англ.] — японский военный и государственный деятель периода Камакура, сиккэн (1315—1316); убит;
  - Ходзё Такатоки (29) — японский военный и государственный деятель периода Камакура, 14-й сиккэн и фактический правитель Японии (1316—1326); покончил жизнь самоубийством;
  - Ходзё Шигетоки[англ.] — японский военный и государственный деятель периода Камакура, последний реншо (помощник сиккена 1330—1333); убит.
- 6 июля — Вольфрам фон Грумбах[нем.] — епископ Вюрцбурга (1322—1333)
- 19 июля:
  - Алан Стюарт из Дрегорна — шотландский дворянин, предок королевской династии Стюартов и графского рода Леннокс; погиб в битве при Халидон-Хилле;
  - Александр де Брюс[англ.] — сын Эдуарда Брюса, граф Каррик (1330—1333); погиб в битве при Халидон-Хилле;
  - Адам Гордон, шотландский барон; погиб в битве при Халидон-Хилле;
  - Арчибальд Дуглас — шотландский полководец в период борьбы за независимость Шотландии, регент Шотландии (1333); погиб в битве при Халидон-Хилле;
  - Уильям IV Дуглас — 6-й лорд Дуглас (1330—1333); погиб в битве при Халидон-Хилле;
  - Джон Кэмпбелл — шотландский дворянин, 1-й граф Атолл (1320—1333); погиб в битве при Халидон-Хилле;
  - Кеннет де Моравия — шотландский дворянин, 4-й граф Сазерленд (1330—1333); погиб в битве при Халидон-Хилле;
  - Малькольм II, граф Леннокс[англ.] — мормэр Леннокса (1303—1333); погиб в битве при Халидон-Хилле.
  - Хью, граф Росс — мормэр Росса (1323—1333); погиб в битве при Халидон-Хилле.
- Рита II (Мария Константинопольская) (55) — принцесса Киликии, из рода Хетумидов, дочь армянского царя Левона II Великого, императрица-консорт Византийской империи (1317—1320), жена императора Михаила IX Палеолога.

## Август
- 25 августа — Мухаммад IV ибн Исмаил — эмир Гранады (1325—1333); убит
- 26 августа — Гиг VIII де Ла Тур дю Пэн — дофин Вьеннуа (1319—1333), французский полководец; погиб в бою

## Сентябрь
- 24 сентября — Людовик де Бомонт — епископ Дарема (1318—1333).
- 25 сентября — Морикуни-синно (32) — японский принц крови и последний глава Камакурского сёгуната (1308—1333); умер после отречения в монастыре.

## Октябрь
- 12 октября — Симон Мепехам[англ.] — архиепископ Кентерберийский (1328—1333)
- 16 октября — Николай V — последний императорский антипапа (1328—1330).
- 27 октября — Стефан Сегрейв, английский прелат, канцлер Кембриджского университета (1303—1306), архиепископ Армы (с 1323).
- 28 октября — Балиан Ибелин — титулярный сеньор Арсуфа (1309—1333)

## Ноябрь
- 19 ноября — Сайондзи-но Киси[англ.] — жена императора Японии Го-Дайго

## Декабрь
- 7 декабря — Герольд фон Фризах[нем.] — епископ Гурка (1326—1333)
- 23 декабря — Аймард Амьель[фр.] — епископ Марселя (1323—1333)
- 29 декабря
  - Йиндржих Берка из Дубы[нем.] — епископ Оломоуца (1326—1333)
  - Сиберт Беки[фр.] — богослов-кармелит

## Дата неизвестна или требует уточнения
- Аверкий — ростовский боярин и тысяцкий, казнён московскими воеводами.
- Алаэддин-паша, по османской легенде сын Османа I.
- Альфонсо де ла Серда — сын Фернандо де ла Серда, внук Альфонсо X, претендент на престол Кастилии и Леона
- Бадруддин ибн Джамаа (92) — исламский богослов и судья.
- Бонифацио Доноратико[фр.] — кардинал-епископ de Frascati (1328—1333)
- Ван Чжэнь — китайский первопечатник, первый в мире изобретатель наборной печати с использованием деревянных литер
- Варфоломей Болонский[англ.] — католический миссионер в Киликийской Армении
- Ву Ченг[англ.] — китайский поэт и философ
- Джидотто де Аббиате[итал.] — архиепископ Мессины (1304—1333)
- Конинк, Петер — старшина цеха ткачей в Брюгге, один из руководителей фламандского восстания (1302) против французского наместника Жака де Шатильона
- Конрад IV Таннер[нем.] — пробст Берхтесгадена (1316—1333)
- Момик — армянский архитектор, мастер по камню и художник.
- Новелла ди Андреа — итальянская правовед и профессор права в Болонском университете.
- Теодорик[англ.] — граф Изенбург-Арнфельс (1303—1333)
- Франческо де Винатеа[фр.] — испанский дворянин, известный защитник привилегий Королевства Валенсии, человек, которого часто называют символом идентичности Валенсии
- Фридрих VIII фон Цоллерн — граф фон Цоллерн (1309—1333)
- Эль-Тимур — монгольский правитель и военачальник конца династии Юань.
- Ю Кин[англ.] — китайский географ